# 1987 في السعودية
تحتوي هذه المقالة على أهم الأحداث التي شهدتها السعودية في 1987، الموافق 1 جمادى الأول 1407 هـ حتى  10 جُمادى الأولى 1408 هـ . إضافة إلى أهم الشخصيات السعودية التي وُلدت أو تُوفيت في هذه السنة.

## السياسة

### الحكم
الملك: فهد بن عبد العزيز آل سعود

## أحداث
- السعودية تستعيد علاقاتها الدبلوماسية مع مصر بعد أن كانت قد قطعتها في عام 1979.[1]

### يناير
- 1: مستشفى القوات المسلحة بالرياض يعلن عن المؤتمر العالمي للأمراض الجلدية بمشاركة 300 طبيب عالمي و محلي . [2]
- 3: البدء في إزالة مباني الإسكان القديم في مدينة الخبر والاستفادة من موقعها لإنشاء ميدان للاحتفالات الرسمية وحدائق عامة و مسجد كبير في مساحة بالغة 283 متر . واعتماد مبلغ قدره 30 مليون ريال لتنفيذ أعمال الزراعة والتشجير و تجهيز الموقع بالخدمات العامة الضرورية . [3]
- 8: وزير المواصلات السعودي حسين المنصوري يصرح بأن مجموع ما نفذته وزارة المواصلات في مجال الطرق حتى نهاية العام الماضي 1406 هـ بمائة ألف مليون ريال وبطول يبلغ 91 ألف كيلو متر . [4]
- 8: إقامة الحفل السنوي للهجن بمدينة الخفجي برعاية محمد بن فهد بن عبدالعزيز أمير المنطقة الشرقية .
- 21: صدور تقرير رسمي عن موارد تمويل صندوق التضامن الإسلامي حيث قدمت السعودية 67.5 مليون دولار خلال 12 سنة وهي ما تمثل حوالي 54% من إجمالي موارد الصندوق المالية. [5]
- 21: تحويل مستشفى الملك خالد بالحرس الوطني بمدينة جدة إلى مستشفى تعليمي . [6]

### فبراير
- 5: إقامة معرض الكتاب في الصالة المغلقة للتربية الرياضي بالكلية المتوسطة بمدينة الرس بمنطقة القصيم و يشترك فيه مجموعة من دور النشر والمكتبات .[7]
- 5: تنفيذ ثلاثة مستشفيات في منطقة عسير بلغت تكاليف إقامتها 491 مليون ريال وهي مستشفى تثليث و مستسشفى سراة عبيدة و مستشفى المجاردة وسعة كل مستشفى منها 110 سرير و يضم كل مستشفى أقساما للأشعة والمختبر وبنك للدم وأربع غرف للعمليات الكبرى و غرفتين للعمليات الصغرى وغرفة للعناية المركز . بالإضافة إلى مهبط للطائرات العامودية و سكن للأطباء والاستشاريين والفنيين و قاعدة للمحاضرات وملابس ومسبح وصالة ألعاب وملاعب للأطفال بالإضافه إلى مسجد في كل مستشفى يتسع لـ 200 مصل . [8]

### مارس
- 12: الملك فهد بن عبدالعزيز آل سعود يقوم بزيارة إلى دولة الجزائر. [9]
- 12: افتتاح أول معرض متنقل لعسل النحل في مدينة أبها بمنطقة عسير . [9]
- 20: افتتاح معرض السوق السعودي للسياحة والسفر في مدينة جدة من تنظيم الشركة السعودية للمعارض والأسواق الدولية بمركز سعودي اكسبو بمجمع الباروم .[10]
- 23: افتتاح حديقة الحيوان في مدينة الرياض . [11]
- 23: تأسيس شركة بريطانية سعودية برأس مال يبلغ 150 مليون جنيه . [12]

### يوليو
- 13: إقامة كأس جامعة أم القرى لسباق الخيل .[13]
- 17: وكيل وزارة التعليم العالي يصرح عن بلوغ خريجي الجامعات السعودية إلى 11 ألف طالب و طالبة داخل السعودية و 8 آلاف في خارج المملكة العربية السعودية . [14]
- 24: تنفيذ حكم القصاص بأجنبي من الجنسية السيرلانكية و أجنبيه من الجنسية المصرية ارتكبا جريمة قتل بحق مواطن سعودي يدعى محمد بن خالد بن راشد الهاجري حيث تعاونت زوجته المصرية مع السيرلانكي بضربه بمطرقة حديدية وهو نائم في فراشه مما أودت بحياته ثم قيام زوجته المصرية بلفه في بطانية وحمله في سيارة وإلقائه بمصرف للمياه . [15]

- 31: حادثة مكة.[16][17]

### أغسطس
- تفجير الجعيمة شرق السعودية.[18]
- 22: أعلنت وزارة البرق والبريد والهاتف الاحصائية السنوية لها بوصولها إلى 947 خط هاتفي و 7 آلاف كبينه هاتفية و ارتفاع عدد خطوط الهاتف السيار إلى تسعة آلاف خط هاتفي . [19]
- 23: الفريق الأول لكرة القدم بنادي النصر يواجه فريق الكوكب من الخرج على ملعب الصايغ بالرياض . [20]
- 24: الملك فهد بن عبدالعزيز آل سعود يوجه بصرف 100 ألف ريال لكل اسرة فقدت معيلها بعد الله في الأعمال الإجرامية الإيرانية في مكة المكرمة . [21]
- 24: تنفيذ حكم القصاص في 3 أشخاص من النازحين نتيجه تهريبهم و ترويجهم للمخدرات والأسلحة والذخائر في مدينة عرعر بمنطقة الحدود الشمالية حيث قاموا بتهريبها من بلدة الريشة بالأردن إلى المملكة . [22]
- 28: الأمير خالد الفيصل يعلن عن إنشاء قرية للفنانين التشكيليين بمدينة أبها .
- 30: المملكة العربية السعودية تستضيف مهرجان الشعر والقصة الخليجي الثالث في مدينة أبها وستنظمه الرئاسة العامة لرعاية الشباب.[23]
- 30: إقامة معرض للكتاب في منطقة عسير .

### ديسمبر
- 26: عقد القمة الخليجية الثامنة في الرياض [24]

## مواليد

### مارس
- 1: إياد عبد الرحمن، كاتب وروائي.

### مايو
- 9: نقا البقمي، لاعب كرة قدم.[25]